# Michael Kümmerle
Michael Kümmerle (* 21. April 1979 in Leonberg) ist ein ehemaliger deutscher Fußballspieler. Der Defensivspezialist kam zwischen 1998 und 2004 zu insgesamt 75 Zweitligaeinsätzen.

## Laufbahn
Kümmerle begann mit dem Fußballspiel im Leonberger Umland beim TSV Weissach und wechselte anschließend zum TSV Eltingen. 1997 kam er in die Jugendabteilung der Stuttgarter Kickers. Dort rückte er nach Einsätzen über die Amateurmannschaft in den Profikader auf und kam am 21. August 1998 zu seinem ersten Kurzeinsatz als Profi, als er in der 90. Minute für Mourad Bounoua eingewechselt wurde. Bis zu seinem nächsten Ligaeinsatz in der 2. Fußball-Bundesliga dauerte es fast ein Jahr. Zu Beginn der Saison 1999/2000 stand Kümmerle bereits am 1. Spieltag in der Startaufstellung und gehörte während der kompletten Saison neben Adnan Kevrić und Cássio Alves de Barros zu den Stammkräften im Mittelfeld der Stuttgarter Kickers. Am Saisonende hatte Kümmerle 29 Partien absolviert und erzielte zwei Tore. Dennoch belegte der Stuttgarter Verein nur den viertletzten Rang und wäre damit eigentlich abgestiegen. Nur durch den Lizenzentzug für Tennis Borussia Berlin verblieb man im deutschen Profifußball.
Die Leistungen Kümmerles blieben auch Hannes Löhr, dem Trainer der deutschen U21-Nationalmannschaft, nicht verborgen; zwischen Februar und Mai 2000 wurde er bei insgesamt drei Partien der U21 eingesetzt und erzielte beim 3:0-Sieg über die Schweiz auch einen Treffer.
Kümmerle, der bei den Kickers vor allem auf links eingesetzt wurde, kam auch in der Saison 2000/01 auf 29 Einsätze (3 Tore). Wie schon in der Vorsaison befand sich der Verein im Abstiegskampf, letztlich stieg man mit sechs Punkten Rückstand auf einen Nichtabstiegsplatz als Tabellenvorletzter in die Regionalliga Süd ab. Kümmerle verließ daraufhin den Verein und wechselte an den Ronhof zur SpVgg Greuther Fürth.
In Fürth schaffte Kümmerle in drei Jahren nicht den Durchbruch. Als Manndecker von Uwe Erkenbrecher geholt, wurde dieser bald von Eugen Hach ersetzt, der auf andere Spieler baute. Zwei schwere Verletzungen (Muskelbündel-Riss und Kreuzbandriss links) taten ihr übriges dazu, dass er erst nach zwei Jahren, im Mai 2003, am letzten Spieltag der Saison, zu seinem ersten Zweitligaeinsatz für den fränkischen Verein kam. Ein Wechsel zu einem der interessierten Regionalligaclubs TSG Hoffenheim und 1. FC Saarbrücken am Saisonende scheiterte an der Ablöseforderung Fürths. Auch in der Saison 2003/04 war Kümmerle nur im erweiterten Kreis, letztlich kam er zu 15 Einsätzen. Am 29. Spieltag der Saison zog sich Kümmerle in der Partie gegen den 1. FSV Mainz einen Riss im rechten Kreuzband zu und fiel erneut ein halbes Jahr aus. Trotz der schweren Verletzung wechselte Kümmerle, dessen Vertrag bei Fürth zu Saisonende auslief, ablösefrei zum Regionalligisten Hoffenheim.
Sein Comeback bei Hoffenheim gab Kümmerle im März 2005. In der Hinrunde der Saison 2005/06 hatte Kümmerle bei der TSG unter Trainer Hansi Flick (bis November 2005) und Interimstrainer Roland Dickgießer (November bis Dezember 2005) einen Stammplatz inne. Diesen verlor er, als der Verein zur Winterpause einige Neuverpflichtungen tätigte und mit Lorenz-Günther Köstner einen neuen Trainer anstellte um den angestrebten Aufstieg in die 2. Bundesliga noch zu erreichen. Hoffenheim verpasste den Aufstieg deutlich und Kümmerles Vertrag lief zum Saisonende aus. Mit Kickers Emden fand er einen neuen Verein, der in der Regionalliga Nord spielte.
Bereits nach einem halben Jahr in Emden bat Kümmerle um Vertragsauflösung wegen „sportliche[r] und private[r] Gründe“ und wechselte zurück in die Regionalliga Süd zum KSV Hessen Kassel. Anschließend spielte Kümmerle ein Jahr in Zypern bei Atromitos Yeroskipou und im Juli 2009 wechselte er nach dem Abstieg des Vereins aus der Zyprischen First Division zu dem Regionalligisten SpVgg Weiden. In der Saison 2010/11 war er für den baden-württembergischen Oberligisten VfL Kirchheim/Teck aktiv. Seit Dezember 2013 spielt er für den mittelfränkischen Kreisligisten TSV Burgfarrnbach, mit dem er 2015 in die Bezirksliga aufstieg und daraufhin seine Karriere als Aktiver beendete. Zur Saison 2016/17 wurde er für zwei weitere Ligapartien reaktiviert.